# Balduin II. Jeruzalémský
Balduin Le Bourg (latinsky: Balduinus, francouzsky: Baudouin, anglicky: Baldwin, německy: Balduin,; datum narození neznámé, zemřel 21. srpna 1131 v Jeruzalémě) byl v letech 1100–1118 druhým křižáckým hrabětem z Edessy a od roku 1118 do své smrti roku 1131 třetím vládcem křižáckého Jeruzalémského království (jako Balduin II.).
V roce 1096 se ve vojsku svého příbuzného, dolnolotrinského vévody Godefroie z Bouillonu, vydal na první křížovou výpravu. Na kruciátu se vypravil, aby vystoupil ze stínu své rodiny, dobyl svá vlastní území a získal moc i slávu. Po obsazení Jeruzaléma křižáky (15. července 1099) se přesunul na sever, kde diplomaticky vypomáhal svému stejnojmennému příbuznému, edesskému hraběti Balduinovi (I.). Po smrti jeruzalémského vládce Godefroie z Bouillonu a následné korunovaci dosavadního edesského hraběte a bratra zesnulého, Balduina z Boulogne, na prvního jeruzalémského krále, se Balduin Le Bourg stal jeho nástupcem v Edesse (roku 1100). Po smrti Balduina I. († 1118), jenž zemřel bez legitimních potomků, usednul Balduin Le Bourg na trůn v Jeruzalémě, přičemž Edessu předal svému bratranci, Joscelinovi z Courtenay. Politika Balduina II. se nijak nelišila od úspěšné politiky prvního krále Balduina I.
Balduin měl se svou chotí Morfií pouze čtyři dcery, z nichž nejstarší, Melisenda, byla otcem určena za nástupkyni. Po Balduinově smrti roku 1131 také skutečně nastoupila se svým chotěm Fulkem z Anjou na jeruzalémský trůn.

## Původ

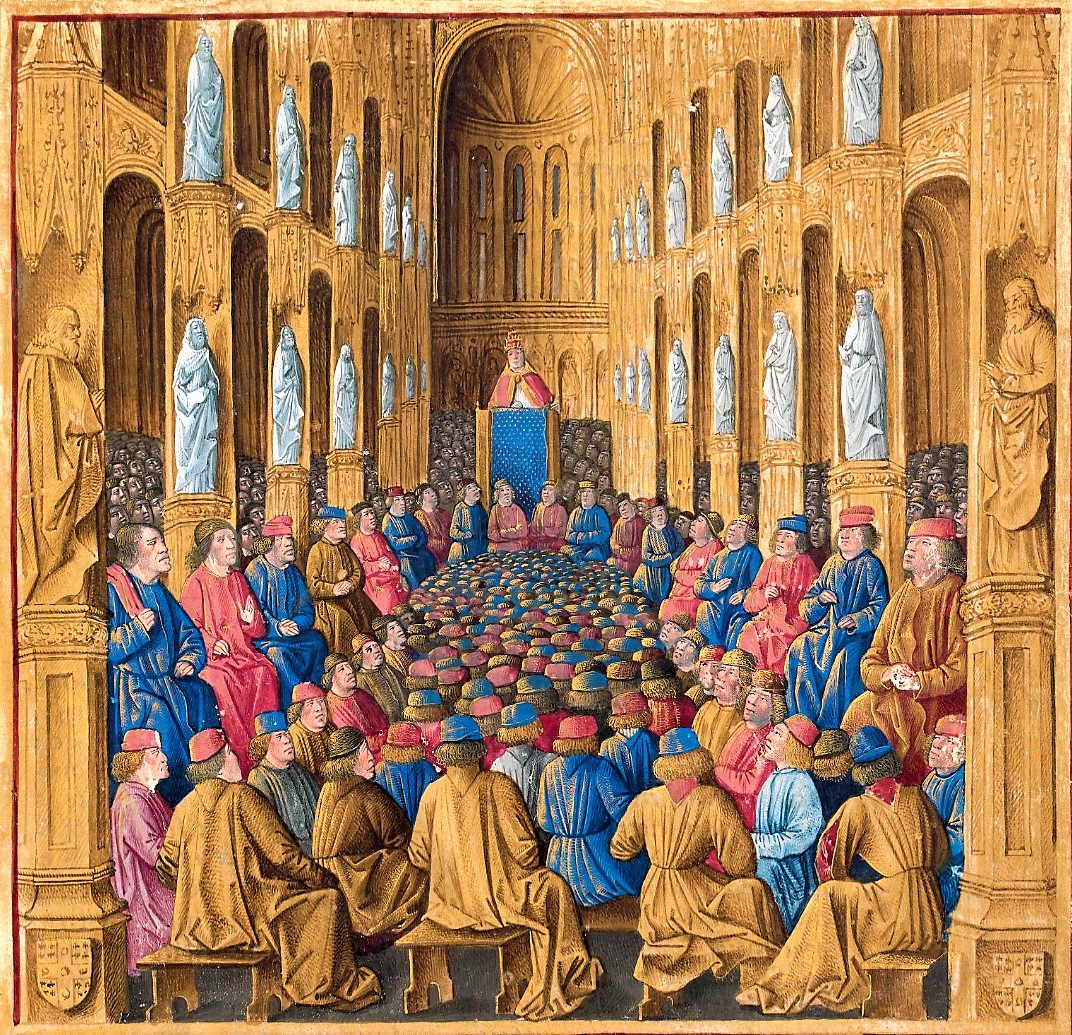
Projev papeže Urbana II. na koncilu v Clermontu (malba z doby okolo 1490, Francouzská národní knihovna)

Balduin byl synem Huga I., hraběte z Rethelu, a Melisendy, dcery Boucharda z Montlhéry. Měl čtyři mladší sourozence – dva bratry, Gervase a Manassèa, a dvě sestry, Cecílii a Hodiernu. Pro pozdější vývoj Balduinova života byl důležitý jeho příbuzenský svazek s rodinou tehdejšího dolnolotrinského vévody Godefroie z Bouillonu, který se po výzvě papeže Urbana II. rozhodl vydat se na první křížovou výpravu.

## Kruciáta
Papež Urban II. vyhlásil na církevním koncilu v Clermontu tažení, které mělo za úkol pomoci křesťanské byzantské říši v boji proti muslimům. Papežova výzva byla určena především velmožům, kteří byli schopni postavit dostatečně silné vojsko. Také Balduin Le Bourg se, podobně jako mnozí jiní velmoži ze severu Francie, rozhodl připojit k vojsku svého příbuzného, Godefroie z Bouillonu a jeho bratrům, Eustachovi a Balduinovi. Godefroiova armáda putovala od srpna roku 1096 z Francie přes Uherské království, kde nebyla příliš přátelsky přivítána, na území byzantské říše. Po průchodu byzantským územím na Balkáně stanula Godefroiova armáda 23. prosince 1096 před Konstantinopolí, hlavním městem ortodoxního křesťanství a sídelním městem byzantského císaře Alexia I. Komnena.
Byzantský císař Alexios po křižáckých vůdcích požadoval složení lenní přísahy, jak bylo obvyklé v Evropě. Vévoda Godefroi a jeho družina však se složením přísahy otáleli; hlavním argumentem byl fakt, že vévoda byl na západě leníkem Jindřicha IV., císaře Svaté říše římské. Jednání se protahovala; Godefroi i nadále nehodlal vyhovět Alexiovi, aby se dostavil do císařského paláce; místo sebe vyslal k Alexiovi patrně na konci ledna 1097 delegaci, ve které byli významní šlechtici z jeho doprovodu, mezi nimi také Balduin Le Bourg. Vrátili se však bez odpovědi. Když selhala Alexiova diplomacie, pokusil se císař zastavit několikrát křižákům přísun potravin. Na Velký pátek (3. dubna) zaútočili křižáci na císařovy vyslance; po Alexiově vojenském zásahu se konečně obě strany dohodly a o den později, 4. dubna, složil Godefroi a významní velmoži jeho kontingentu, včetně Balduina Le Bourg, přísahu do rukou císaře. Alexios křižáky bohatě obdaroval a ti se přesunuli do křižáckého tábora v Pelekanonu nedaleko Nikomedie

### Cesta Malou Asií

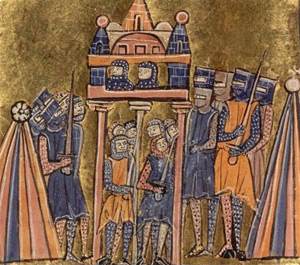
Obléháni Nikaie (středověká iluminace)

Na počátku měsíce května vojsko Godefroie a Bohemunda z Tarentu oblehlo město Nikaiu na západě Malé Asie. Před městem na křižáky poprvé zaútočila armáda seldžuckých Turků; v moci Seldžuků byla téměř celá Malá Asie. Útok byl sice odražen, ale město nakonec křižáci nedobyli; Byzantinci se dohodli se Seldžuky a město obsadili (v noci z 18. na 19. června 1097), přičemž ale odevzdali křižákům finanční i potravinovou odměnu za pomoc. Z Nikaie vyrazila na sklonku června nejprve část křižácké armády pod velením italského Normana Bohemunda z Tarentu, druhá část pod velením Raimonda IV., hraběte z Toulouse, ve které byl i Godefroiův oddíl, se vydala na cestu o den později. První sled byl však u Dorylaia zrána 1. července přepaden; naštěstí vytrval až do příchodu druhého sledu, ve kterém byl také Balduin Le Bourg. Křižácký kronikář Fulcher ze Chartres, který táhl v prvním sledu a byl tedy přepaden Turky, vypráví:
| „                     | ... Snad modlitby naše ukrotily Pána, (...) a on ponenáhlu síly nám vléval a Turky víc a více oslaboval. Uzřevše totiž spojence naše [druhý sled křižácké armády – Provensálce, Lotrinčany a vojska Huga z Vermandois], kteří posléze na pomoc nám chvátali, chválíce Boha dodali jsme si smělosti. (...) Ach, co našich lidí, kteří se trousili pozadu za námi, toho dne [1. července] bylo zabito! Neb od prvé hodiny denní až do šesté (...), jsme byli tísní sevřeni. Ale v tu hodinu ponenáhlu jsme nabírali odvahy a druhové přišli nám na pomoc a též Boží milost nám podivně přispěla; a z čista jasna Turci všickni obrátili se a dali se na útěk... | “ |
| — Fulcher ze Chartres | |   |

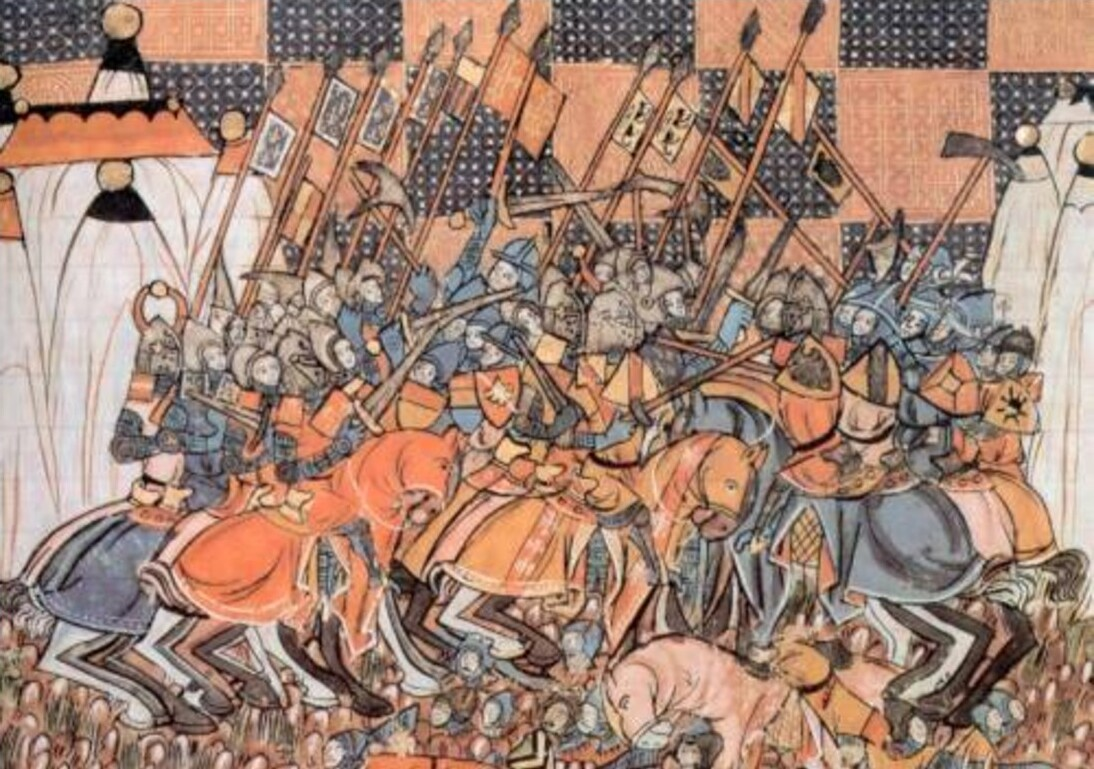
Bitva u Dorylea (středověká miniatura z přepisu díla Viléma z Tyru)

Křižáci po tureckém úprku zajali a zabrali jejich velbloudy, koně a další zavazadla. Jsouc morálně povzbuzena po vítězné bitvě u Dorylaia, táhla křižácká armáda po cestě, na které Seldžukové zničili zásoby potravin, přes Antiochii Pisidskou do Iconia, kam dorazila uprostřed srpna 1097. V Iconiu křižáci konečně doplnili zásoby a vyrdali se dále na východ, do Herakleie, kde se malá část křižácké armády rozhodla oddělit se od ostatních a putovat kratší, ale nebezpečnější cestou přes pohoří Taurus.
Mezi vůdce, kteří nechtěli táhnout bezpečnější cestou pohořím Antitaurus a naopak vydat se na jih, patřili mladší příbuzní „velkých“ vůdců, Bohemundův synovec Tankred a Godefroiův mladší bratr Balduin z Boulogne. Právě s Balduinem z Boulogne se na cestu Taurem vydal také Balduin Le Bourg; vojsko obou Balduinů čítalo asi 500 rytířů a 2000 pěšáků. Tankred vyrazil v půli září 1097; oba Balduinové ho vzáptí následovali. První zastávkou bylo město Tarsos v Kilikii, které bylo pod Tureckou nadvládou. Do města dorazil jako první Tankred; když se ovšem přiblížili početnější Lotrinčané, odtáhl Tankred na východ. Lotrinčané a Tankred spolu příliš dobře nevycházeli, a proto Balduin z Boulogne nevpustil do města oddíl Normanů, který přišel Tankredovi na pomoc. Když byl ale normanský oddíl zmasakrován Turky, přenechal Balduin z Boulogne správu města jistému pirátovi Guynemerovi, taktéž pocházejícího z Boulogne a jeho armáda se posléze vydala v Tankredových stopách. K dalšímu sporu došlo před městem Mamistra, kam odmítl Tankred Lotrinčany vpustit. Normané poté, snad na oplátku za zmasakrování jejich soudruhů, zaútočili na Lotrinčany; těm se ale podařilo slabšího „nepřítele“ odrazit.

### Od Antiochie k Jeruzalému
Oddíl Balduinových Lotrinčanů se poté v Maraši připojil k hlavnímu vojsku; větší část vojáků zůstala u Godefroie, zbytek, který čítal asi 100 jezdců, se vydal pod velením Balduina z Boulogne na východ, směrem do Arménie. Otázkou je, kam se vydal Balduin Le Bourg; pravděpodobnější je však varianta, že putoval s hlavním vojskem, které 20. října 1097 stanulo před syrskou Antiochií. Město bylo sice obleženo, ale křižáci neměli dostatečně množství vojáků na úplné obležení; navíc nastala zima, a tudíž potravinová krize. Bojovníci Kristovi se pod tlakem často uchylovali k dezerci. Křižácké ležení se také stávalo obětí muslimských útoků; ale jak útok Dukaka z Damašku, tak Ridvána z Aleppa byl zejména přičiněním Normana Bohemunda odražen. Až příchod byzantských a italských posil na počátku března znamenal definitivní obležení města. V květnu došla do ležení zpráva, že se k Antiochii vydal mosulský atabeg Körburgha. Křižáky spasila zrada jednoho z velitelů obrany, Fírúze, jenž se dohodl s Bohemundem o vpuštění křižáků do města; v noci ze 2. na 3. června se křižáci zmocnili Antiochie. Vyhráno však ani zdaleka nebylo, protože o šest dní později Körburgha oblehl Antiochii. Rozhodující bitva byla svedena před hradbami města 28. června 1098...
| „              | ... Jakmile vyšli všichni Frankové a v Antiochii nezůstal [téměř] ani jeden, rozpoutali velkou bitvu. V ten okamžik se muslimové obrátili na útěk kvůli tomu, jak se zachoval Kerbuqa [Körburgha], nejprve kvůli pohrdání, s nímž s nimi jednal, a také proto, že jim zakázal pozabíjet Franky, když mohli. Jejich úprk byl všeobecný... | “ |
| — Ibn al-Athír | |   |

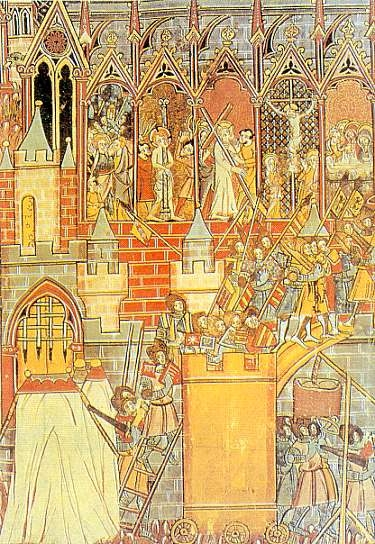
Křižáci dobývají Jeruzalém (středověká iluminace)

Vládcem Antiochie s titulem knížete se po prudkých sporech nakonec stal Bohemund. Není jisto, kde v oněch časech, kdy se křižácká armáda po odpočinku v Antiochii vydala na pochod jižním směrem, tedy k Jeruzalému, zdržoval Balduin Le Bourg; nejpozději 23. května 1099 se však připojil s oddílem vyrazivším z Edessy, ke kterým se připojili antiochijští, ke křižáckému vojsku, čekajícímu před městem Tyros. Vojsko dále postupovalo kolem Akkonu, Haify, Caesareie, Arsúfu a Jaffy do Ramly, kam dorazilo 3. června 1099. Po třídenní pauze se křižáci vydali k Betlému. Ke křižákům mezitím přišli zástupci města s prosbou osvobodit rodiště Kristovo od muslimů; tohoto úkolu se zhostili Balduin Le Bourg a Tankred, kteří v noci ze 6. na 7. června přitáhli do města, kde byli nadšeně přivítáni. Následující den, 7. června, se oba rytíři vrátili do tábora a kontingent pokračoval v cestě. Ještě na sklonku téhož dne stanuli křižáci před Jeruzalémem.
Křižáci se město pokusili obklíčit tak, že Lotrinčané se položili ze severovýchodu, Provensálci z jihozápadu, italští Normané ze západu a francouzští Normané a Vlámové ze severu. Nepodařilo se jim tedy oblehnout pevnost úplně, ačkoli vojsko čítalo asi 12 000 pěšáků a 1200–1300 rytířů. První útok podnikli křižáci, motivovaní kázáním na hoře Olivetské 12. června, jež předpokládalo úspěch, zrána 13. června. Útok ze severu však nebyl úspěšný a vojska se po několikahodinovém boji stáhla. O dva dny později, 15. června, se křižáci rozhodli vyčkat s útokem do doby, než zdokonalí své obléhací zbraně a znásobí jejich počet; se stavbou jim pomáhali janovští a angličtí tesaři. Další útok byl zahájen po dlouhých přípravách v noci ze 13. na 14. července ze severovýchodu; křižáci nejprve museli dopravit obléhací techniku k hradbám. Teprve 15. července 1099 se podařilo Lotrinčanům proniknout do města; po dobytí následovalo brutální vraždění všeho obyvatelstva bez rozdílu vyznání. Vláda v Jeruzalémě byla předána do rukou Godefroie z Bouillonu.

## Hrabě z Edessy

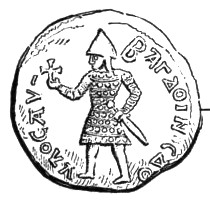
Mince edesského hraběte Balduina

Balduin Le Bourg se po dobytí Jeruzaléma stal vyjednavačem mezi edesským hrabětem Balduinem a antiochijským knížetem Bohemundem. Když byl Bohemund v červenci 1100 zajat danišmendovskými Turky, Balduin Le Bourg se stal jeho zástupcem v Antiochii. V témže měsíci (18. července 1100) zemřel Godefroi, pán Jeruzaléma. Do Svatého města byl povolán edesský hrabě Balduin z Boulogne, aby převzal dědictví pro zemřelém bratrovi. Ještě než Balduin z Boulogne vyrazil dne 2. října 1100 do Jeruzaléma, jmenoval Balduina Le Bourg svým nástupcem v Edesském hrabství; Balduin Le Bourg se stal vazalem Jeruzaléma. Antiochijským regentem byl jeruzalémským králem Balduinem I. v březnu 1101 prohlášen Bohemundův synovec Tankred.
Krátce po svém nástupu na edesský trůn se oženil s Morfií, Arménkou ortodoxního vyznání, dcerou Gabriela, vládce města Melitene. Na počátku roku 1101 se k boji proti Balduinovi hotovil turecký emír Sokman, vládce města Mardin v Anatolii; oblehl město Serudž, které bránil křižák Fulcher ze Chartres. Frankové byli v první bivně s Turky poraženi (Turci se zmocnili města, ovšem nikoli citadely), zatímco se Balduin mezitím vydal do Antiochie za Tankredem, kde žádal vojenskou pomoc. Taknred Balduinovi vyhověl; posílená armáda se poté vydala k obleženému městu a Turky vyhnala. Balduin také vykoupil od Sokmana mnoho zajatců.
Patrně v roce 1102 přibyl do Balduinova hrabství jeho bratranec Joscelin z Courtenay, jenž se ujal vlády ve městě Turbesselu v západní části knížectví. V září téhož roku (1102) se Balduin a Tankred vydali do Jeruzalémského království, jež pozbylo v květnu 1102 v boji proti Egypťanům mnoho vojáků, posílit oddíly krále Balduina I.

### Bitva u Harránu a první zajetí

Křižácké státy v Levantě roku 1102

Následujícího roku – 1103 – se Balduin, spolu s antiochijským patriarchou Bernardem a Kogh Vasilem, arménským vládcem v Antitauru, rozhodl vykoupit ze zajetí tureckých Danišmendovců Bohemunda z Tarentu. O Bohemundovo vykoupení usiloval také byzantský císař Alexios, jenž nabídl za Bohemunda závratnou sumu 260 000 nomismat (byzantiů). Bohemund, který se patrně obával císaře Alexia, ale slíbil danišmendovskému emíru Malikovi, že s ním uzavře spojenectví proti seldžuckému sultanátu a byzantské říši, pokud ho propustí za nižší obnos, který měli shromáždit jeho křesťanští druhové. Nakonec byl Bohemund za 100 000 nomismat propuštěn a v květnu 1103 se opět ujal vlády v Antiochii. Po návratu na svobodu začal Bohemund podnikat nájezdy proti muslimům. V předtuše útoku křesťanských vojsk na významnou pevnost Harrán se proti křesťanům dokonce sjednotili nepřátelé, emírové Sokman a Čekermíš, kteří se vydali proti Edesse. Když se o tažení muslimů dozvěděl Balduin, poslal žádost do Turbesselu a do Antiochie o pomoc a zároveň navrhl útok na pevnost Harrán. Nakonec se velitelům – Balduinovi, Bohemundovi, Tankredovi, edesskému arcibiskupu Benediktovi, antiochijskému patriarchovi Bernardovi a sesazenému jeruzalémskému patriarchovi Daimbertovi – podařilo shromáždit asi 3000 jezdců a 3000 pěších. Kdyby křesťané na pevnost zaútočili okamžitě, patrně by ji dobyli. Avšak spory mezi Balduinem a Bohemundem o to, kdo první pronikne do pevnosti a tím pádem ji opanuje, útok pozdržely; navíc se k Harránu blížila muslimská armáda.
| „              | ... Suqman [Sokman] v čele sedmi tisíc turkmenských jezdců a Čerkemíš [Čekermíš] se třemi tisíci tureckými, arabskými a kurdskými jezdci. Narazili na nepřítele [na křesťanské vojsko] u řeky Balích a svedli s nimi bitvu (v květnu 1104). Muslimové předstírali ústup a zhruba dva farsachy [přibližně deset kilometrů] je Frankové pronásledovali. Potom se však muslimové obrátili proti nim a mnoho jich pozabíjeli. (...) Hrabě Balduin, pán v Edesse, prchal se skupinou svých hrabat přes řeku Balích, kterou chtěli přebrodit, ale jejich koně zapadli do bahna. Přispěchali Turkmeni ze Suqmanova vojska, zajali je a odvedli Balduina do stanů svého pána... | “ |
| — Ibn al-Athír | |   |

Balduin byl, na rozdíl od Joscelina z Courtenay, který patrně zůstal v Sokmanově zajetí, odveden Čekermíšem do Mosulu. Cestou ovšem ještě Čekermíš patnáct dní obléhal Edessu, v níž se za Balduina ujal regentské vlády Tankred. Po čase se z Mosulu dostal k Bohemundovi a Tankredovi návrh, že by mohl být Balduin vyměněn za seldžuckou princeznu, patrně příslušnici Čekermíšova harému. Jako druhou možnost emír za princeznu nabízel 15 000 nomismat. Normané se však, s ohledem na obavy ze ztráty Edessy ve prospěch Balduina a na urgentní potřebu financí, rozhodli princeznu prodat.

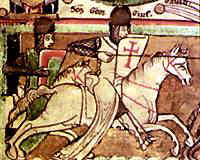
Křižácký rytíř (detail z Mapy Palestiny ze St. Bertin z 12. století)

Až Bohemund na sklonku roku 1104 opustil Svatou zem, ujal se Tankred opět vlády v Antiochii a guvernérem v Edesse se stal jeho málo schopný bratranec (či švagr) Richard ze Salerna. Joscelin z Courtenay byl v roce 1107 propuštěn Ílgházím, bratrem Sokmana, jenž roku 1105 zemřel; byl vykoupen za 20 000 dinárů. Poté se snažil vykoupit Balduina Le Bourg, jehož věznil Džaulí, jenž se patrně roku 1107 zmocnil Mosulu. Džaulí požadoval 60 000 dinárů; Joscelin sehnal pouze polovinu a odvezl obnos Džaulímu s žádostí, aby Balduina uvolnil se zajetí. Sám se nabídl být Džaulího rukojmí do doby, než bude celá částka splacena. Balduin se tedy po čtyřech letech ve vězení dostal na jaře roku 1108 na svobodu. Joscelin byl Džaulím nakonec propuštěn po několika měsících a výkupné bylo odpuštěno. Balduin a Joscelin požadovali po Tankredovi navrácení svých území, a když neuspěli, začali shromažďovat pomoc od spojenců – Džaulího z Mosulu a Arména Kogh Vasila. Tankred se této koalice zalekl a povolal guvernéra Richarda ze Salerna zpět z Edessy a Balduin se 18. září 1108 znovu ujal vlády ve svém hrabství.

### Další boje s muslimy
Ještě v září téhož roku zaútočil Balduinův spojenec Džaulí na území aleppského vládce Ridvána, který požádal o pomoc antiochijského Tankreda. Naproti tomu Džaulí informoval Balduina a Joscelina a schylovalo se tak ke střetu, kde na jedné straně byli křesťané z Edessy a muslimové z Mosulu, a na druhé straně křesťané z Antiochie a muslimové z Aleppa. Balduin a jeho spojenci byli nakonec poraženi a hrabě uprchl do Dulaku, kde byl Tankredem obležen. Antiochijský regent však obléhání zakrátko zanechal a Balduin se stáhl do Edessy, kde se ovšem mezitím místní Arméni povolali k prozatímní vládě latinského duchovního; Balduin, který do města přibyl o dva dny později od jmenování nového regenta, se domníval, že šlo o odboj. Mnoho Arménů bylo uvězněno, někteří byli oslepeni – tento incident vyvolal odchod arménské populace z Edessy a změny v Balduinově politice vůči Arménům.

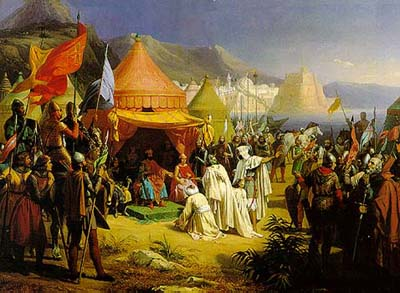
Kapitulace Tripolisu.

Na počátku jara roku 1109 do Levanty připlul Bertrand ze Saint-Gilles, patrně nelegitimní syn Raimonda IV. ze Saint-Gilles, jednoho z vůdců první křížové výpravy, jenž zemřel v únoru 1105 při obléhání Tripole. O Raimondovo dědictví ve Svaté zemi se však, kromě Bertranda, hlásil ještě syn Raimondovy sestřenice, Vilém Jordan z Cerdagne. Mezi oběma vznikl spor o stále ještě nedobytou Tripoli a o její okolí. Na Bertrandově straně stanuli král Balduin I., nejvyšší suverén v křižáckých státech v Levantě, Balduin Le Bourg a Joscelin z Courtenay. Na straně Viléma Jordana, který se po Raimondově smrti stal velitelem při obléhání Tripole, byl antiochijský regent Tankred. Všichni účastníci sporu se setkali v červnu 1109 před obleženou pevností, kde se za královy účasti smířili jak Balduin Le Bourg s Tankredem, který konečně uznal Balduinovu opětovnou vládu v Edesském hrabství, tak Bertrand s Vilémem Jordanem. Tripolis padla po šestiletém obléhání 12. července 1109 a na základě předchozích dohod se vlády v nově vzniklém Tripolském hrabství ujal Bertrand ze Saint-Gilles.
Na jaře 1110 na Balduinovo území vtrhnul mosulský atabeg Maudúd a zpustošil je. Hrabě Balduin, jakmile se dozvěděl o tažení muslimské armády, vyslal svého bratrance Joscelina žádat o pomoc ke králi Balduinovi I. spolu s podezřením na spolupráci Tankreda s Maudúdem, jenž v dubnu oblehl Edessu. Až král dobyl město Bejrút, přitáhl spolu s Bertrandem a arménskými vládci Kogh Vasilem a abu-l-Gharibem na sklonku června 1110 obleženému městu na pomoc; když Maudúd spatřil královo vojsko, stáhl se do pevnosti Harrán. Až se oba Balduinové setkali, postěžoval si edesský hrabě králi na Tankreda, jehož jednání při obležení Edessy se neslučovalo s činy ostatních křesťanských velitelů v Levantě. Král poslal do Antiochie výzvu, aby se k němu Tankred dostavil a vysvětlil své chování. Tankred sice po jistém váhání přitáhl k Edesse, opět ale na ni vznesl nárok; král Balduin ovšem jako hlava křižáků ve Svaté zemi jeho požadavek zamítl. Křesťanská aliance se poté vydala proti Maudúdovi; koalice se však zanedlouho rozpadla, neboť král Balduin byl informován o tažení Egypťanů proti Jeruzalému a stáhl se zpět; také Tankredovi bylo zvěstováno nebezpečí, ve kterém se nacházela Antiochie, na níž se chystal zaútočit Ridván z Aleppa. Hrabě Balduin, na radu jeruzalémského krále, upustil od ochrany levého břehu Eufratu, jež byl zpustošen Maudúdem při jeho návratu na východ; rozhodnutí hraběte způsobilo značnou nevoli u místního obyvatelstva.
Následujícího roku – 1111 – se opět objevila hrozba útoku muslimů; tíhu útoků aleppského vládce Ridvána musel snášet především Tankred a muslimská koalice pod vedením Maudúda oblehla v červenci Joscelinovu pevnost Turbessel. Ridván naoko začal vyjednávat s Maudúdem a vylákal ho do Aleppa pod záminkou spojenectví; těsně před příchodem koalice jim však zavřel brány. Muslimská vojska se tedy vydala do Šajzaru, kde se k nim připojil damašský atabeg Tughtikin. Před Šajzarem se právě nacházel Tankred, který ustoupil do města Apamey a vyslal posly králi Balduinovi se žádostí o pomoc. Jeruzalémský král jako křižácký suverén zmobilizoval všechny křesťanské vůdce a některé arménské spojence, tedy i Balduina Le Bourg, jenž se vydal na místo shromáždění, kterým byla pevnost Chastel-Rouge, spolu se svými vazaly, Joscelinem z Courtenay a Paganem ze Serudže. Vojsko dohromady čítalo asi 16 000 mužů. Výprava se omezila pouze na drobné potyčky poblíž Šajzaru a protože v muslimském kontingentu vypukly konflikty, neodhodlal se Maudúd tvrdě zaútočit na konsolidované křesťany a na podzim 1111 se stáhl zpět do Mosulu. Stejně učinili i křesťanští předáci se svými vojsky.
Příštího roku se Maudúd opět vypravil proti Edesse; oblehl ji patrně v dubnu 1112. V červnu ve městě vypuklo povstání proti Balduinovi podněcované Maudúdem, ale Joscelin z Courtenay zasáhl včas a vzpouru potlačil. Maudúd poté s nepořízenou odtáhl. Navzdory Joscelinovu zásahu v Balduinův prospěch upadl sptávce okolí Turbesselu v hraběte v nelibost; důvodem byla prosperita Turbesselu v kontrastu s vypleněném okolím Edessy. Pod záminkou rokování o nástupnictví byl Joscelin pozván do Edessy, obviněn, že neposkytl Edesse dostatečnou potravinou pomoc a uvězněn. Když se vzdal svého léna, Balduin ho propustil a Jioscelin se vydal na jih do Jeruzalémského království, kde ho král Balduin jmenoval knížetem Galilejským.

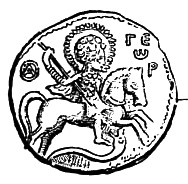
Mince Balduinova švagra a antiochijského regenta Rogera.

Roku 1112 proběhly v čele křižáckých států významné osobní změny, které posílily Balduinovu prestiž a jeho vliv. Již na počátku roku – v lednu, či v únoru – zemřel tripolský hrabě Bertrand ze Saint-Gilles; nástupcem se stal jeho syn Pons. V prosinci téhož roku zemřel nečekaně také Balduinův souputník a zároveň protivník, antiochijský regent Tankred. Správcovství Antiochie se ujal Roger ze Salerna, syn Richarda ze Salerna, někdejšího edesského guvernéra, jenž zemřel krátce před Tankredem, a manžel Balduinovy sestry Cecílie.
Ani v následujících letech nebyl křesťanský sever v Levantě ušetřen před muslimskými nájezdy. Roku 1113 Maudúd z Mosulu opět zaútočil na křižácké státy, tentokrát ovšem minul Edessu a hotovit se proti němu museli Pons z Tripolisu, Roger z Antiochie i král Balduin; královské vojsko bylo sice v červnu Saracény (muslimy) poraženo, nakonec ale Maudúd na naléhání svých spojenců odtáhl. Naštěstí pro křesťany byl energický Maudúd 2. října 1113 zavražděn fanatickým assassínem a jeho smrt se příznivě podepsala na četnosti bojů mezi křesťany a muslimy.
Balduinova pozice mezi Armény nebyla nijak pevná; dokazovalo to další povstání, jež vypuklo roku 1113. Hrabě je však včas odhalil a vyhostil všechny Armény z Edessy do města Samosatum. Na počátku náslecdujícího roku jim povolil návrat zpět, někteří z nich však uprchli na sever na arménské panství Vasila Dghy, Kogh Vasilova nástupce. V květnu 1114 se Balduin musel bránit proti Aksonkorovi il-Bursukimu, Maudúdovu nástupci v Mosulu, který oblehl s patnáctitisícovou armádou Edessu. Před silně opevněným městem pobyla armáda dva měsíce, poté poplenila území hrabství. Navíc Aksonkora požádal Vasil Dgha, aby jej zbavil vlivu Franků (Zápaďanů). Mosulský atabeg sice vyslal proti křižákům svého vojevůdce Sonkora, který se spojil s Vasilovým vojskem, toto spojené vojsko ovšem ničeho nedosáhlo. Za neúspěch tohoto tažení nemohly útoky křižáků, ale neobratná Aksonkorova politika vůči muslimům. Balduin sice přišel – na úkor Vasila Dghy – o vliv nad územím ležícím severně od svého hlavního města, byl však rozhodnutý Vasila pokořit. Vypomohl mu arménský vládce Kilikie Thoros I., jemuž bylo sice Vasilem nabídnuto spojenectví, během jednání jej ovšem zajal a vydal Balduinovi; hrabě ho propustil pod podmínkou, že mu vydá všechna svá území. Tak se také patrně roku 1116 stalo a Vasil Dgha se vydal do byzantské Konstantinopole.
Roku 1117 Balduin ještě upevnil svou pozici dosazením svého bratrance Walerana z Le Puiset na pozici vládce města Birejik na řece Eufrat. Poté se násilím zmocnil malého území Kogh Vasilova bratra Bargata, dřívějšího přítele jeruzalémského krále Balduina I., na pravém břehu Eufratu a uvěznil gargarského vládce Konstantina, který v samosatském vězení následkem zemětřesení zemřel. Hrabství bylo tedy zajištěno vůči vnitřním a vnějším nepřátelům.

## Král Jeruzaléma

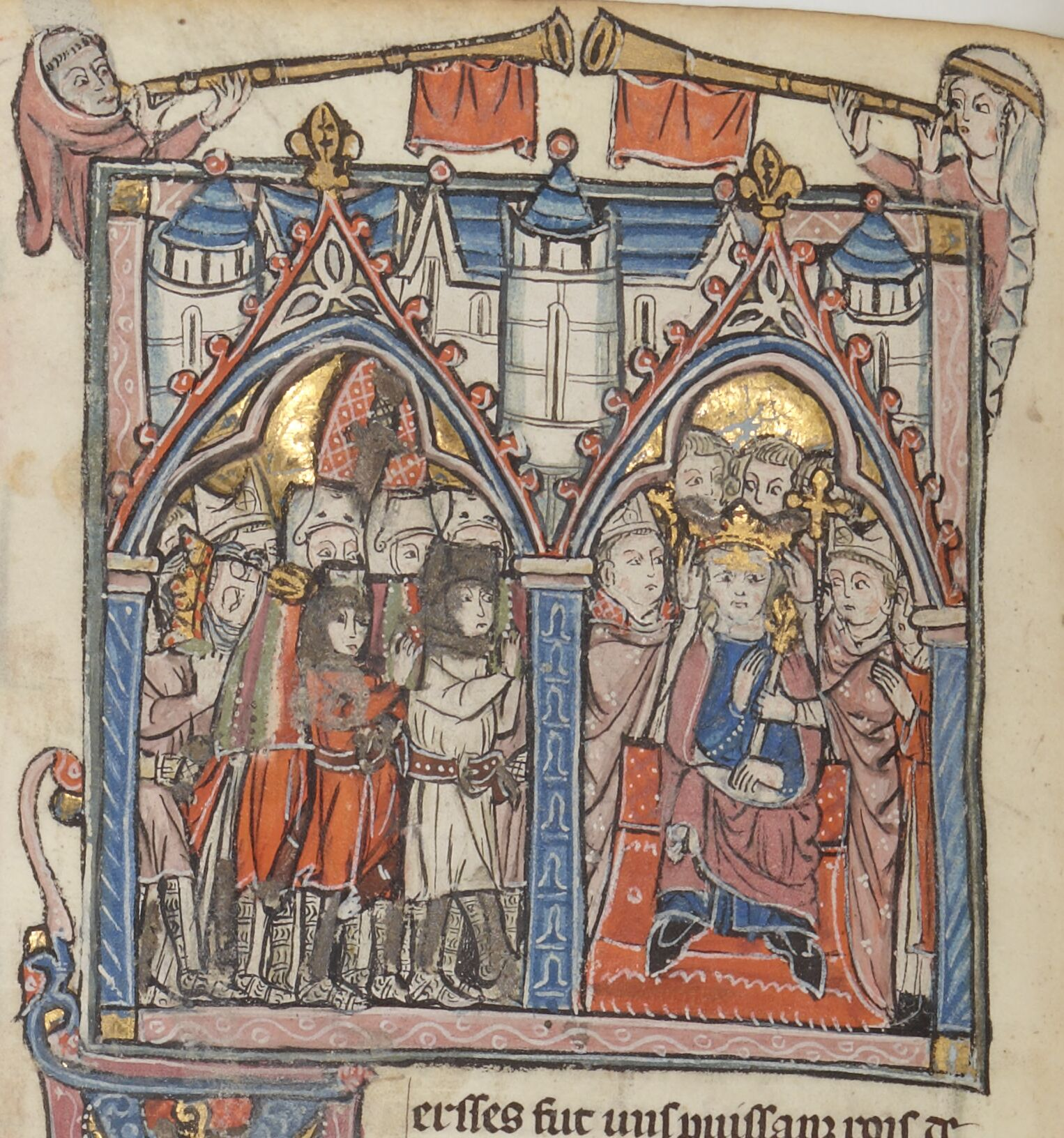
Pomazání Balduina II. na krále

Patrně na počátku roku 1118 se Balduin rozhodl vypravit se na Velikonoce do Jeruzaléma a pohovořit tam s králem Balduinem I. Možná, že také věděl o králových zdravotních problémech z předešlých let. Do Svatého města dorazil na Květnou neděli, 7. dubna 1118. Město bylo toho dne oděno do smutečného roucha – tělo krále Balduina I., jenž zemřel 2. dubna, bylo právě ukládáno k věčnému odpočinku v Chrámu Božího hrobu. V Jeruzalémě tehdy také zasedal sněm království, aby rozhodl o novém panovníkovi, protože Balduin I. zemřel bez legitimních potomků a neurčil svého nástupce. Někteří členové královské rady prosazovali nástup staršího bratra zesnulého, Eustacha III., hraběte z Boulogne; ostatní, kteří odmítali dlouhé bezvládí, prosazovali návrh galilejského knížete Joscelina z Courtenay, jenž požadoval nástup Balduina Le Bourg. Na Joscelinově straně byl také jeruzalémský patriarcha Arnoul. Oběma se nakonec podařilo prosadit svůj návrh a na Boží hod velikonoční, 14. dubna 1118, byl Balduin Le Bourg zvolen králem – pod jménem Balduin II. – a pomazán patriarchou Arnoulem. Svým nástupcem v Edesse, kterou prozatím spravovala jeho choť Morfie a Waleran z Le Puiset, jmenoval dosavadního galilejského knížete a svého bratrance Joscelina; podobně jako Balduin I., byl i Balduin II. nejvyšším lenním pánem Antiochijského knížectví, Edesského hrabství a Tripolského hrabství.
Čtrnáct dní po Balduinové nástupu na trůn zemřel patriarcha Arnoul. Na jeho místo byl králem dosazen Pikarďan (Severofrancouz) Gormond z Picquigny, od jehož nastolení si král sliboval především zlepšení vztahů se Svatou stolicí, protože Arnoul měl s Římem velké problémy.
Krátce po uvedení na trůn musel Balduin řešit významný diplomatický problém – egyptský vezír al-Afdal jednal s damašským atabegem Tughtikinem o spojenectví ve válce proti křesťanům. Král vyslal k atabegovi mírové poselstvo, jež se však nesetkalo s úspěchem; za mír totiž Tughtikin požadoval poskytnutí veškerého území na východním břehu Jordánu. Namísto toho se schylovalo k dalšímu vojenskému střetnutí mezi křesťany a muslimy.
| „                     | Téhož roku [1118], když nastala doba letní, shromáždili Babylonští [Egypťané] vojsko veliké náramně, jehož odhadovali jsme jezdcův na patnáct tisíc, pěších dvacet [tisíc], míníce válkou zničiti křesťanství Jerusalémské. Když přitáhli až k Askalonu, král [atabeg] damašský Tuldekvin [Tughtikin] vyšel s lidem svým na pomoc, překročiv Jordán. Krom toho tehdy připlulo tam nemalé loďstvo po moři, aby nám neméně škodilo. Potom lodi válečné i naložené zbožím přijely k Tyru, kteří pak po souši přibyli, zůstali u Askalonu čekajíce na boje... | “ |
| — Fulcher ze Chartres | |   |

Balduin vyslal žádost do Antiochie a Tripolisu, aby se jejich vojska dostavila do království. Spojená armáda pak vyrazila přes město Ašdod proti islamistům. Obě strany tři měsíce vyčkávaly v ležení naproti sobě, nakonec k bitvě ovšem nedošlo a obě vojska se vrátila zpět. Křesťanská vojska však poté podnikla protiútok na muslimské území a zpustošili je.

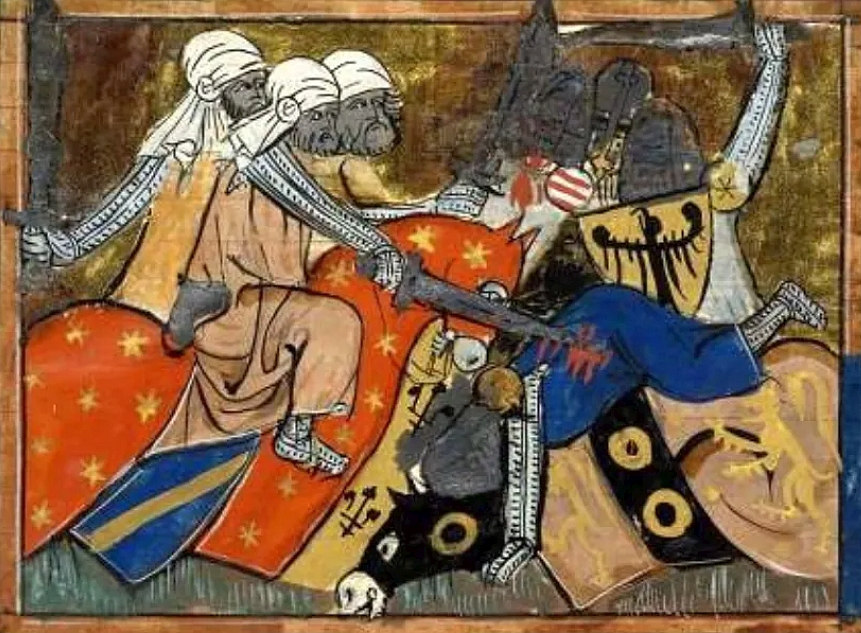
Bitva na Krvavém poli (středověká miniatura).

Na počátku června následujícího roku, 1119, dorazila ke králi Balduinovi, dlícímu právě při návratu z drobnému tažení proti bohatému kmenu beduínů ve městě Tiberias, znepokojivá zpráva ze severu. Antiochijský regent Roger ze Salerna, na naléhání tamějšího patriarchy Bernarda z Valence, žádal krále o okamžitou pomoc proti Ortokidovi Ilghazímu, jenž právě vtáhl se svou údajně čtyřicetitisícovou armádou do Edesského hrabství a směřoval k Antiochii. Také jeho spojenci z Damašku a Šajzaru přislíbili pomoc při tažení. Král okamžitě přislíbil přes poselství regentovi svůj brzký příjezd s tím, aby vyčkal do jeho příchodu, a vytáhl se svým vojskem a spolu s tripolským hrabětem Ponsem směrem k Antiochii. Jenže Roger nehodlal čekat na králův příjezd a navzdory prosbám patriarchy Bernarda se vydal sám vstříc Ilghazímu. Jeho výprava dopadla tragicky; 28. června byli křesťané drtivě poraženi v místě, označované od té doby jako Krvavé pole (Ager Sanguinis), a sám regent v bitvě zahynul. Jakmile se v Antiochii dozvěděli o katastrofě, která jejich vojska postihla, vyslali posly ke králi, aby si pospíšil. Pro křesťany bylo štěstí, že Ilghazí se příliš nezabýval tím, jak využít svého vítězství, a vydal se do Aleppa oslavovat vojenský úspěch (mimo jiné tím, že mučil křesťanské zajatce), a tak mohl Balduin bez potíží vstoupit na počátku srpna téhož roku do Antiochie.
Nebezpečí však nebylo zcela zažehnáno, Tughtikin a Ilghazí se totiž v srpnu opět hotovili proti králově vojsku, posílenému o oddíly z Edessy; podle kronikáře Fulchera ze Chartress čítalo muslimské vojsko dvacet tisíc vojáků, křesťanská aliance jen sedm set. Po krátkém manévrování došlo 14. srpna u Tell Daniše, místa slavného vítězství antiochijských nad muslimy roku 1115, k bitvě. Ilghazí se snažil překvapit Franky hned zrána; jejich obrana však byla připravena. Bitva se vyvíjela nerozhodně – Tughtikin sice přinutil Ponse z Tripolisu k ústupu (hrabě se stáhl do Antiochie, kde podal zprávu o špatném vývoji bitvy), Balduin však svými útoky dohnal muslimy k ústupu; ti si s sebou však odvedli do Aleppa velké množství zajatců, jež nebylo ušetřeno zabíjení. Po bitvě král poslal do Antiochie znamení o úspěšném výsledku, sám se ovšem vydal k pevnostem Maarat al-Numaan a Rusu, obléhaném šajzarským emírem, jenž byl králem vyhnán. V Antiochii byl poté nadšeně přivítán.
Nezbytný krok byl vyřešit regentství v Antiochii za doposud nezletilého Normana Bohemunda, dlícího v Itálii. Jelikož veškerá antiochijská rytířská garnitura zahynula na Krvavém poli a žádný příslušník legitimně vládnoucího rodu nepobýval v Levantě, regentem (baillim) byl z pozice suveréna všech křižáckých států na Předním východě jmenován král Balduin. Panovník také zajistil vdovy po padlých rytířích a oženil je s rytíři ze své družiny či s nově příchozími křižáky z Evropy a postaral se o obnovu záležitostí nezbytných k fungování státu. Na přelomu srpna a září také konečně dosadil Joscelina z Courtenay do pozice edesského hraběte. V prosinci jmenoval patriarchu Bernarda svým zástupcem v Antiochii a vyrazil spolu se svou ženou Morfií a dcerkami do svého království, kde byl na Boží hod vánoční, 25. prosince, královský pár v Betlémě slavnostně korunován.

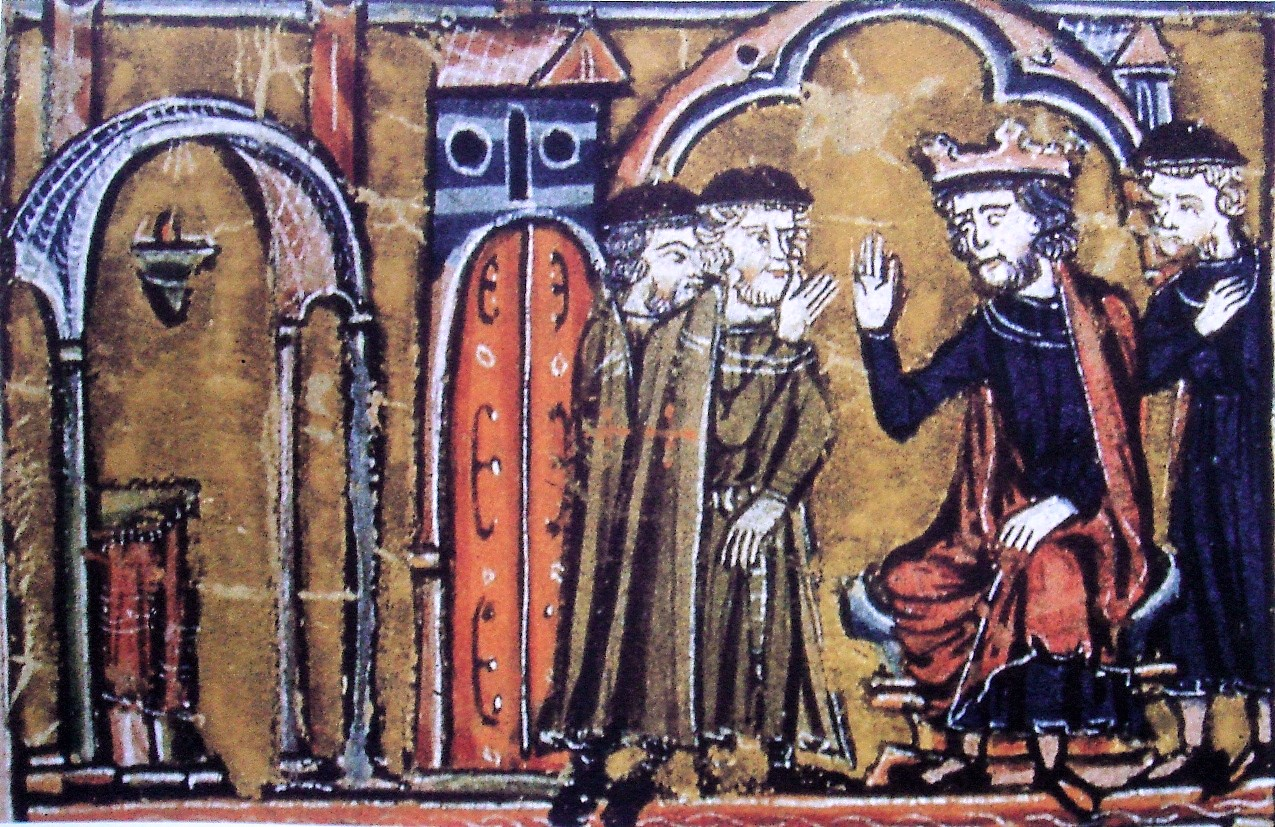
Balduin II. předává Huguesovi z Payns a Godefroiovi ze Saint-Omer Šalamounův chrám (miniatura Viléma z Tyru: Histoire d'Outre-Mer)

### Vznik řádu templářů
V lednu roku 1120 Balduin svolal sněm církevních hodnostářů a baronů království do města Nábulus. Koncil měl za úkol upevnit vztahy ve stále ještě mladém království. Zasedání vyvrcholilo 23. ledna, kdy byla přijata řada státoprávních a ekonomických nařízení. Na tomto sněmu byli také patrně oficiálně přijati rytíři Hugo z Payns a Godefroi ze Saint-Omer se svými společníky, kteří již dříve předložili králi a patriarchovi návrh, že by poskytovali poutníkům vojenskou ochranu. Vznikl tak vojenský řád, nazývaný řád chudých rytířů Kristových a chrámu Šalamounova podle svého sídla, kterým byla králem Balduinem určena jižní část mešity Al-Aksá, na jejímž místě podle křesťanů kdysi stál Šalamounův chrám. Templáři, jak se zkráceně nazývali, oficiálně uznaní v lednu 1129 na koncilu ve francouzském Troyes, doplňovali řád johanitů, jenž se zpočátku věnoval péči o zdraví poutníků. Král také rytíře Šalamounova chrámu využíval jako diplomaty.
Ještě v červnu téhož roku (1120) byl král opět nucen táhnout se svým vojskem do severních knížectví. Ilghazí totiž na jaře vyrazil proti Edesse, jejíž území hrabě Joscelin ubránil, zatímco jeho synovec Balak plenil území Antiochijského knížectví. Aby byla posílena morálka, vyžádal si Balduin od jeruzalémského kléru Kříž Páně, jehož měl nést patriarcha Gormond. Ještě před Balduinovým příchodem se Ilghazí, oslabován dezercemi ve svém kontingentu, stáhl z okolí Antiochie, kam se dříve vydal plenit. K přímému vojenskému střetu mezi jeruzalémskými a muslimy sice došlo, ale boj se omezil jen na menší šarvátky. Nakonec Balduin uzavřel s Ilghazím příměří; zůstal však ješně několik měsíců v Antiochijském knížectví. Teprve na počátku roku 1121 se Balduin vrátil do Jeruzaléma. Z klidu se ale dlouho netěšil, jelikož Tughtikin, využívaje Balduinova dvojího panování v Jeruzalémě a v Antiochii, záhy začal plenit území v Galileji. V červenci 1121 se proti damašskému atabegovi vypravil se svým vojskem a zahnal ho. Při návratu obsadil Tughtikinem vystavěnou tvrz Jaras při antické osadě Gerasa, avšak kvůli špatné udržitelnosti a zásobování ji přikázal zbořit. Poté se navrátil zpět do sídelního města.
Na počátku roku 1122 spěchal Balduin opět na sever, aby přiměl tripolského hraběte Ponse opět slíbit jeruzalémskému vládci poslušnost, jež byla Ponsem z neznámých důvodů vypovězena. Když se král s Křížem Páně přiblížil, Pons se zalekl a obnovil slib věrnosti Jeruzalému, složený jeho otcem Bertrandem do rukou krále Balduina I. roku 1109. Mezitím přišla zpráva z Antiochie, že Ilghazí přerušil na naléhání svého synovce Balaka příměří. Nato Balduin vyrazil ke tvrzi Zerdana, jíž Ilghazí oblehl; Turci však před králem uprchli. Když ovšem spatřili, že se stáhl i Balduin, oblehli pevnost znovu a také král se vypravil k Zerdaně. Po oboustranném vojenském manévrování se však muslimská i křesťanská vojska stáhla zpět a Balduin se v poklidu vypravil do Antiochie.

### Druhé zajetí
V září roku 1122 byli královi bratranci Joscelin a Waleran spolu s dalšími přibližně šedesáti rytíři nedaleko Serudže zajati emírem Balakem, a když Joscelin odmítl vydat Edessu, byli odvedeni do pevnosti Kharpurt, ležící severovýchodně od Edessy. Vzhledem ke ztrátě křesťanské prestiže a k nebezpečí, jež hrozilo severní části křižáckého panství, vyrazil Balduin téměř okamžitě do ofenzívy proti aleppským muslimům. Král, využívaje smrti Ilghazího, jenž zemřel v listopadu 1122, zpustošil území kolem bašty al-Bab a získal pevnost Bír, jejíž posádka byla odvedena do Antiochie. Poté se vydal do Edesského hrabství, aby zajistil regentství za zajatého Joscelina; úlohy regenta se nakonec ujal vládce Maraše Geoffroi, zvaný Mnich. 9. dubna 1123 se králi podařilo uzavřít mír s aleppským vládcem, dalším Ilghazího synovcem a dědicem Badr ad-Daulah Suleimanem. O několik dní později, 18. dubna, pobýval již král Balduin nedaleko města Gargar při řece Eufrat. Toho dne, když se připravoval právě na lov se svým sokolem, bylo křesťanské ležení přepadeno Balakovou armádou. Mnozí vojáci z králova nepočetného kontingentu byli zajati, panovník sám byl zajat a odveden ke svým bratrancům do pevnosti Khrapurt.
V Antiochii se regentské vlády místo krále Balduina ujal patriarcha Bernard; v Jeruzalémském království, kde bylo nejdříve rozšířeno, že král je mrtev, byl patriarchou Gormondem svolán koncil do města Akkonu, kde elektoři zvolili barona Eustacha Garniera, pána Sidonu a Caesareje, regentem po dobu královy nepřítomnosti. Po Eustachově smrti v červnu roku 1123 byl královým zástupcem ustanoven pán Tiberiady Vilém z Buris. Stoupenci rodu hrabat z Boulogne v době Balduinova zajetí uvažovali o možnosti nahradit jej v královské funkci flanderským hrabětem Karlem.
Ve prospěch uvězněných hrál fakt, že edesský hrabě Joscelin se svého času oženili s urozenou Arménkou monofysitického vyznání, a byl tak mezi většinovým monofysitickým arménským obyvatelstvem velmi oblíben. Právě domácí arménské obyvatelstvo se rozhodlo, že se pokusí zajatce osvobodit.
| „                     | ...Z města Edessy bylo tam [do Kharpurtu, patrně v květnu 1123], velebystře posláno za tím účelem [osvobození] asi padesát vojínů; a ti jako chudičtí lidé nesoucí a prodávající zboží, proklouzli pomalu, když se jim naskytla možnost, až k branám vnitřní tvrze. A zatím co vrchní fortnýř hrál u brány s jedním naším věrným v šachy ničeho si nevšímaje, naši vojíni lstivě a přeopatrně se přiblížili, aby mu přednesli stížnost nad křivdou jim způsobenou. A tu odloživše všelikou váhavost a bázeň, vytrhli z pošev mečíky a hbitě ho zabili. Strhl se velký křik a uvnitř i vně vše bylo vzbouřeno. Ale ti, kteří k tomu křiku spěšně přiběhli, ještě spěšněji byli povražděni. Bylo jich asi sto Turků. A král a jiní vězňové ihned vyproštěni ze žaláře. Ještě byli někteří v poutech, když už po žebřích lezli na zeď a vztýčením křesťanské korouhve na věži hradební událost vynesena na světlo. V té věži byla žena Balakova, milejší mu nad ostatní jeho ženy. A brzy Turci ze všech stran obstoupili tvrz i zabráněno bylo vnitřním i vnějším vůbec vstoupiti nebo vyjíti odtud... | “ |
| — Fulcher ze Chartres | |   |

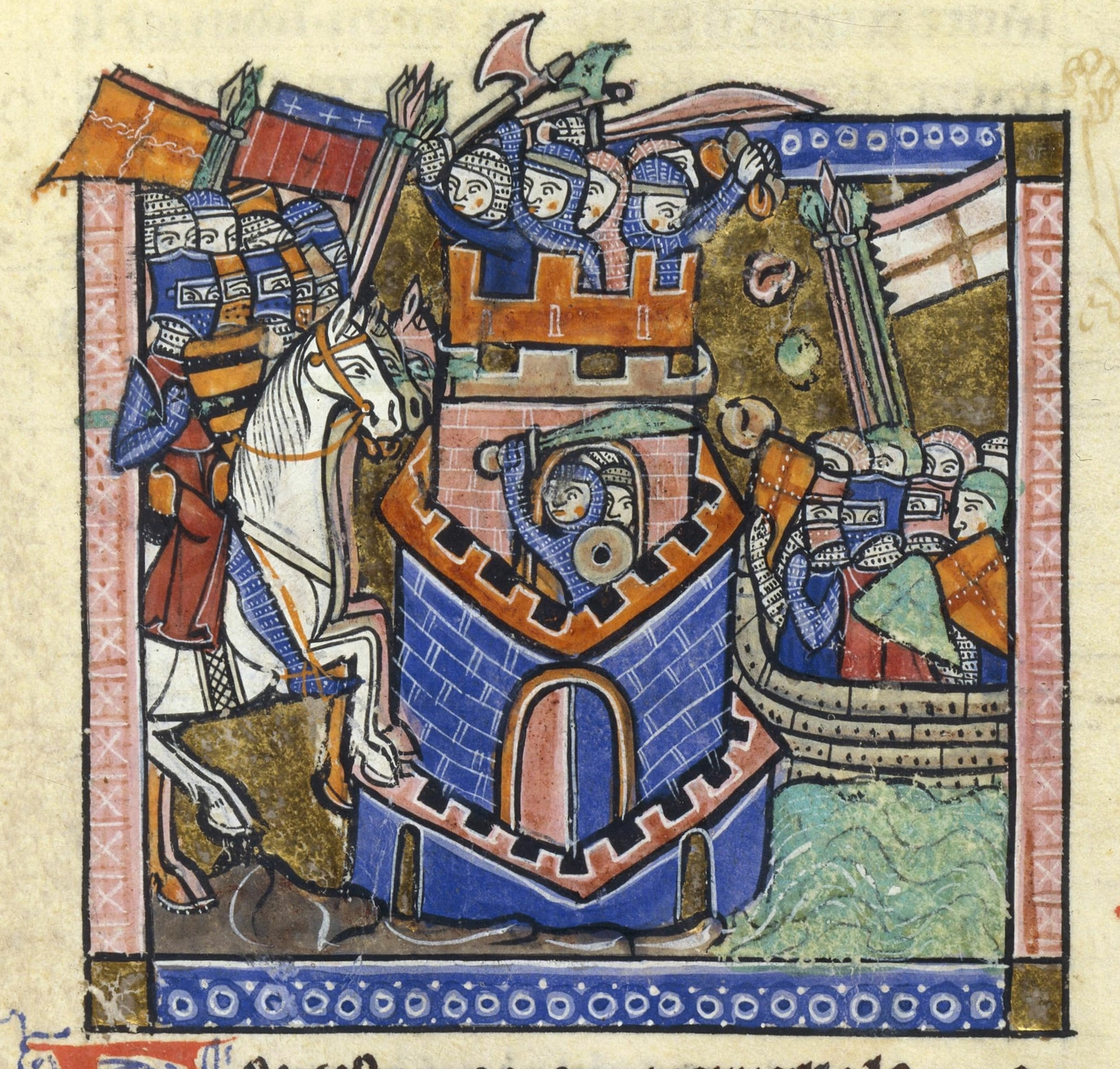
Obléhání Tyru roku 1124 (středověká miniatura).

Až se křesťané zmocnili pevnosti, dohodli se, že král Balduin se pokusí pevnosti ubránit, zatímco Joscelin sežene pomoc. Hrabě skutečně na počátku srpna vyrazil se třemi svými soudruhy, leč vojsko se shánělo velmi těžko. Antiochijské knížectví totiž nedisponovalo příliš velkou armádou, a tak se musel vydat až do Jeruzaléma, kde patriarcha a regent pohotově sehnali silné vojsko a vyslali jej pod Joscelinovým vedením zpět na sever. Mezitím byl však emír Balak zpraven o převratu v Kharpurtu a neprodleně vyrazil pevnost dobýt zpět. Když Balak přispěchal ke Kharpurtu, navrhl králi propuštění, ovšem za cenu zajatců a ztráty pevnosti. Balduin odmítl, a tak emír pevnost dobyl. Přikázal zmasakrovat všechny, kdo byli nápomocni franckému převratu (tedy i ženy z jeho harému); jen král Balduin, jeho synovec a Waleran z Le Puiset byli odvedeni do pevnosti Harrán, kde byli uvězněni. Joscelin, jakmile se u Turbesselu dozvěděl o stavu věcí, se na Harrán neodvažoval zaútočit, a proto se vojsko v říjnu 1123 rozprchlo domů.
Zatímco byl Balduin v zajetí, regentská vláda úspěšně spravovala království. Již v květnu 1123 se na Jaffu valila egyptská armáda; tehdejšímu regentovi Eustachu Garnierovi se ovšem podařilo jejich útok zastavit. V téže době do Levanty přibyla benátská flotila v čele se samotným dóžetem Domenicem Michielem. Bylo dohodnuto a posléze na přelomu let 1123 a 1124 písemně stvrzeno, že Benátčané pomohou jeruzalémským a tripolským dobýt přístav Tyros, jenž byl již jednou králem Balduinem I. neúspěšně obléhán, za což dostanou rozsáhlé výhody a nabudou ve městě obchodní samostatnosti; později byla však jejich práva králem Balduinem II. redukována. Tyros byl zcela obležen 16. února. Obléhání trvalo několik měsíců; až 7. července 1124 pronikli křesťané do města, čímž se do jejich rukou dostal celý pobřežní pás od Antiochie po Askalon.
Na přelomu února a března 1124 byli, snad kvůli bezpečnosti, zajatci transportováni z Harránu do Aleppa, jež Balak dobyl v červnu 1123. Ještě v květnu 1124 byl však Balak zabit, a tak vězni přešli pod dozor jeho bratrance Timurtaše. Timurtaš následně požádal Sultána, emíra ze Šajzaru, aby začal vyjednávat s královnou Morfií a hrabětem Joscelinem; bylo dohodnuto královo propuštění, ovšem za cenu vysokého výkupného 80 000 dinárů, ztrátu některých pevností v blízkosti Aleppa a poskytnutí rukojmí. Na sklonku června 1124 přibyl král do Šajzaru a 24. června vyslovil souhlas s dohodou, ačkoli byla jako rukojmí poskytnuta králova nejmladší dcera, čtyřletá princezna Ioveta, spolu Joscelinovým stejnojmenným synem a dalšími deseti, nebo patnácti dětmi. 29. srpna byl král po déle než ročním vězení propuštěn a odešel do Antiochie; jeho spoluvězni však byli posléze, snad proto, že král se odmítl pevností vzdát, popraveni.

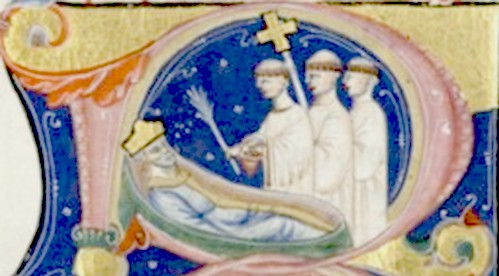
Smrt

### Poslední léta
V roce 1124 Balduin II. svolal všechny rytíře a vydal se s nimi do bitvy u Azazu, a navzdory tomu, že muslimská armáda byla početnější, křižáci zde zvítězili a získali zpět většinu vlivu, který ztratili po bitvě na krvavém poli. O čtyři roky později král s pomocí templářů zaútočil na Damašek, tento pokus ale skončil nezdarem. Při útoku na Damašek byl v bitvě přítomen i Balduinův nový zeť, hrabě Fulko z Anjou, který se stal po Balduinově smrti králem. Protože Balduin II. měl čtyři dcery, ale žádného syna, stala se nejstarší dcera Melisenda dědičkou koruny a spoluvládkyní svého manžela Fulka. Princezny Alice a Hodierna byly provdány za knížete Bohemunda II. a hraběte Raimonda II. Čtvrtá princezna Ioveta vstoupila do kláštera. Roku 1131 Balduin onemocněl a 21. srpna zemřel.
| „                 | Byl to starý zkušený muž, který prošel mnohými zkouškami a těžkostmi života. Několikrát upadl do muslimských rukou jako zajatec ve válce i v míru, ale vždy se díky svým lstím a zkušeným podvodům ze zajetí dokázal dostat. V okamžiku jeho smrti nebyl nikdo, kdo by měl dost jasnou mysl a byl schopen vlády, a tak se dalším králem stal hrabě Fulko z Anjou, který připlul z kraje Franků... | “ |
| — Ibn al-Qalánisí | |   |